# Adelheid von Wassel
Adelheid von Wassel (* um 1175; † 27. Oktober 1244) war Gräfin von Ratzeburg.
Sie war die Tochter des Grafen Konrad II. von Wassel und der Adelheid von Loccum-Hallermund (Tochter von Graf Wilbrand I. und Stieftochter des Grafen Günter II. von Käfernburg); Wilbrand von Käfernburg, Erzbischof von Magdeburg, war ihr Halbbruder.
Im Jahre 1189 wird sie erstmals genannt, als sie zusammen mit ihrer Schwester Fritherun dem Kloster Marienberg in Helmstedt in der Nähe gelegene Güter teils verkaufte, teils schenkte. 

## Ehen und Kinder
Adelheid war zweimal verheiratet und hatte fünf namentlich bekannte Kinder.
- 1. ⚭ Graf Bernhard II. von Ratzeburg († 1198) 
  - Bernhard III. († 1199; mit ihm starb das badewidische Haus der Grafen von Ratzeburg aus)
- 2. ⚭ Graf Adolf I. von Dassel († 1224)
  - Ludolf IV. von Dassel und Nienover († 1223)
  - Adolf III. von Dassel († 1244)
  - Berthold I., Domherr in Hildesheim († 1268)
  - Adelheid (* 1224; † 14. September 1262/63)[1] ⚭ 1.) Jens Jakobsen Galen († 1240 in Sorø), Sohn von Jakob Sunesen († 1246), dem Herrscher von Møn, der ebenso wie Bischof Absalon von Lund dem Adelsgeschlecht Hvide entstammte[2] und ⚭ 2.) Ludwig, Graf von Ravensberg.[3]
    - Aus Adelheids Ehe mit Jens (Johann) Jacobsen stammt Hedwig Johannsdotter Galen, die den Grafen Hermann I. von Everstein-Polle heiratete; deren Kinder waren Otto V. von Everstein-Polle und Agnes von Everstein (⚭ Bodo von Homburg).[4]
    - Aus Adelheids zweiter Ehe mit dem Grafen von Ravensberg stammen drei Söhne. Von diesen wird Ludwig Bischof von Osnabrück im Iburger Schloss.